# Albizia coripatensis
Albizia coripatensis är en ärtväxtart som först beskrevs av Henry Hurd Rusby, och fick sitt nu gällande namn av Robert Walter Schery. Albizia coripatensis ingår i släktet Albizia och familjen ärtväxter. Inga underarter finns listade i Catalogue of Life.